# Justicia pyrrhostachya
Justicia pyrrhostachya là một loài thực vật có hoa trong họ Ô rô. Loài này được (Lindau) Wassh. mô tả khoa học đầu tiên năm 1993.